# Tatort: Der traurige König
Der traurige König ist der Titel des 61. Tatort-Krimis mit Miroslav Nemec und Udo Wachtveitl in den Hauptrollen. Der von der Bavaria Fernsehproduktion GmbH für Telepool und den Bayerischen Rundfunk produzierte Beitrag wurde am 26. Februar 2012 erstgesendet.

## Handlung
Die Kommissare Batic und Leitmayr bekommen mit der Polizeianwärterin Julia Winters eine junge Kollegin zur Seite gestellt. Auf einer Fahrt zu einem gemeinsamen Training werden sie über Funk zu einem Fahrzeugbrand gerufen. Am Brandort, einem heruntergekommenen Bauernhof, angekommen, finden sie im brennenden Auto eine Leiche vor. Kurz darauf treffen sie in einer Scheune auf einen Mann, der die Polizisten bei seiner Verfolgung mit einer Schusswaffe bedroht und auch mehrere Schüsse auf sie abgibt. Leitmayr schießt in Notwehr daraufhin dreimal auf den Mann und verletzt ihn lebensgefährlich. 
Im Laufe der Ermittlungen stellt sich heraus, dass es sich um den Sohn von Leitmayrs Nachbarn handelt, Siggi Aumeister. Neben den Ermittlungen im Fall der Leiche aus dem Auto wird von der internen Ermittlung wegen der Schussabgabe auch gegen Leitmayr ermittelt. Als sich herausstellt, dass der verletzte Aumeister lediglich eine Revolver-Replika benutzt hat, gerät Leitmayr stark unter Druck. Die Ermittlungen ergeben, dass es sich bei der Leiche im Auto um eine junge Frau handelt, die von den Ermittlern als Adriana Kaminska identifiziert werden kann. Über ihre Mitbewohnerin und in der Wohnung von Siggi Aumeister gefundene Fotos kann ermittelt werden, dass die beiden ein Paar waren. Die Mitbewohnerin berichtet zudem über einen Mann, der sich in ihrer Wohnung befunden haben soll. 
In das Visier der Ermittlungen gerät neben dem Unbekannten auch der Bruder des Verletzten, da dieser Adriana auf den Fotos nicht erkannt haben will. Bei einer erneuten Nachfrage gibt Markus Aumeister schließlich doch zu, Adriana, eine Arbeitskollegin aus dem Baumarkt, zu kennen. Durch seine Aussagen werden die Kommissare zudem auf einen Raubüberfall auf den Baumarkt aus der vorangegangenen Woche aufmerksam. Bei ihm war auch Adriana anwesend, die daraufhin stark verängstigt war und nicht mehr zur Arbeit kam. Im Zuge der weiteren Ermittlungen ergibt sich, dass es sich bei dem unbekannten Mann um Wolf, einen mehrfach vorbestraften Straftäter und Ausbildungskollegen von Siggi Aumeister, handelt – die Kommissare vermuten daher eine Tatbeteiligung von Siggi Aumeister und Wolf. Zwischenzeitlich erliegt Siggi seinen Verletzungen. Als die Kommissare Wolf an seinem Arbeitsplatz aufsuchen, versucht er zu fliehen. Er schlägt dabei Batic nieder und nimmt dessen Dienstwaffe an sich. Als Wolf sie daraufhin auf Leitmayr richtet, wird er von Julia Winters überwältigt, bevor er einen Schuss abgeben kann. 
Im Verhör von Wolf gibt er den gemeinsamen Überfall auf den Baumarkt zu. Er gibt auch an, Adriana bedroht zu haben, um seinen Anteil an der Beute, mit der Siggi Aumeister verschwunden war, zu erhalten; die Tötung von Adriana bestreitet er aber. Die weiteren Ermittlungen ergeben, dass Siggi den Baumarkt seines Bruders überfallen hat, um mit dem Geld die Insolvenz des Ladens seiner Eltern zu verhindern. Er wurde dabei aber von seiner Freundin erkannt. Da sie sich an die Polizei wenden wollte, wurde sie im Affekt von Siggis Mutter erschlagen. Daraufhin legte Siggi Adriana ins Auto, zündete es an und wollte sich von der Polizei absichtlich erschießen lassen, um den Verdacht von seiner Mutter abzulenken.

## Rezeption

### Einschaltquoten
Die Erstausstrahlung von Der traurige König am 26. Februar 2012 wurde in Deutschland insgesamt von 9,05 Millionen Zuschauern gesehen und erreichte einen Marktanteil von 23,5 % für Das Erste; in der Gruppe der 14- bis 49-jährigen Zuschauer konnten 3,05 Millionen Zuschauer und ein Marktanteil von 18,4 % erreicht werden.
In Österreich wurden 579.000 Zuschauer und 18 Prozent Marktanteil erzielt.

### Kritiken
„Kein Spannungsfaden verliert sich in diesem sehenswerten Münchner Tatort. Jedes Versprechen wird eingelöst. Keine Person versinkt im Handlungsloch.“

„Leitmayr unter Druck. Er hat geschossen – auf einen Mann mit Revolver-Replikat. Der Tote ist ein Nachbar von ihm. Der interne Ermittler wird unangenehm. Dieser „Tatort“, der um die Psychologie des Professionals kreist, orientiert sich dramaturgisch stärker an amerikanischen als an deutschen Vorbildern. Erzählt wird ein doppeltes Drama: vom Kommissar, der nicht mehr der Alte ist, von der kleinbürgerlichen, tragisch miteinander verstrickten Opfer-Familie. Dichtes Drehbuch, knappe Dialoge, präzise Regie. Alle Film-Gewerke auffallend gut!“

### Auszeichnungen
Im Rahmen der Verleihung des Deutschen Fernsehkrimipreises 2012 wurde Der traurige König mit dem Publikumspreis ausgezeichnet.